# Simosuchus clarki
Simosuchus clarki är en utdöd art av krokodildjur med en för krokodildjur mycket annorlunda form på skallen. Tanduppsättning och skallbenens form tyder på att arten var landlevande och levde av växter i ett område som ligger i nuvarande Tanzania för ca 66 miljoner år sedan (yngre krita).